# Beni Khaled
Beni Khaled este un oraș în Guvernoratul Nabeul, Tunisia.